# Grybauskas
Grybauskas ist ein litauischer männlicher Familienname, abgeleitet von grybas (dt. Pilz).

## Weibliche Formen
- Grybauskaitė (ledig)
- Grybauskienė (verheiratet)

## Personen
- Kazys Grybauskas (* 1954), Förster und Politiker, Mitglied des Seimas
- Paulius Grybauskas  (* 1984), Fußballtorwart